# Danh sách người đoạt giải Ig Nobel
Đây là danh sách những người đoạt giải Ig Nobel từ năm 1991 đến nay.

## 1991
- Hoá học- Jacques Benveniste, phóng viên tận tâm của tạp chí Nature, cho sự nghiên cứu bền bỉ của ông, rằng nước, H2O, là một chất lỏng thông minh, và chứng minh nước có thể ghi nhớ những sự kiện sau khi tất cả những dấu vết của nó đã biến mất.
- Y khoa- Alan Kligerman
- Giáo dục- J. Danforth Quayle
- Sinh học - Robert Klark Graham
- Kinh tế - Michael Milken
- Văn học - Erich von Däniken
- Hoà bình - Edward Teller, cha đẻ của bom hạt nhân

### Những giải không chính thức
- Vật lý - Thomas Kyle
- Nghiên cứu khác - Josiah S. Carberry

## 2005
- Lịch sử Nông nghiệp - James Watson của Đại học Massey, New Zealand
- Vật lý - John Mainstone và Thomas Parnell của Đại học Queensland, Úc.
- Y khoa - Giải thưởng được trao cho Gregg A. Miller.
- Văn học - những nhà cung cấp Internet của Nigeria.
- Hoà bình - Claire Rind và Peter Simmons của Đại học Newcastle.
- Kinh tế - Gauri Nanda của MIT.
- Hoá học - Edward Cussler của Đại học Minnesota và Brian Gettelfinger của Đại học Wisconsin.
- Sinh học - Benjamin Smith của Đại học Adelaide, Australia và Đại học Toronto, Canada, công ty nước hoa Firmenich (Thụy Sĩ), xí nghiệp ChemComm (Pháp), Craig Williams của Đại học James Cook và Đại học South Australia, Michael Tyler của Đại học Adelaide, Brian Williams của Đại học Adelaide và Yoji Hayasaka của Học viện Nghiên cứu rượu vang
- Dinh dưỡng - giáo sư Yoshiro Nakamatsu ở Tokyo, Nhật Bản đã chụp ảnh và phân tích lại những bữa ăn của ông trong giai đoạn 34 năm.
- Động lực học chất lỏng - Victor Benno Meyer-Rochow của Đại học Quốc tế Bremen, Đức và Đại học Oulu, Phần Lan và József Gál của Đại học Loránd Eötvös, Hungary.

## 2006
- Âm học - Lynn Halpern, Randolph Blake và James Hillenbrand (Đại học Vanderbilt).
- Dinh dưỡng - Wasmia al-Houty và Faten al-Mussalam (Cục Môi trường Kuwait)
- Điểu cầm học - Ivan Schwab (Đại học California Davis) và Philip RA May (Đại học California Los Angeles), Hoa Kỳ
- Hóa học - Antonio Mulet, José Javier Benedito và José Bon (Đại học University of Valencia, và Carmen Rosselló Đại học University of Illes Balears, Palma de Mallorca, Tây Ban Nha.
- Hòa bình - Welshman Howard Stapleton (Wales).
- Sinh học - Bart Knols và Ruurd de Jong Đại học Nông nghiệp Wageningen (Hà Lan).
- Toán học - Nic Svenson và Piers Barnes của Tổ chức nghiên cứu và khoa học Úc
- Văn học - Daniel Oppenheimer (Princeton University).
- Vật lý - Basile Audoly và Sebastien Neukirch (Université Pierre-et-Marie-Curie, Paris.
- Y học - Francis Fesmire (trường Y, Đại học Tennessee), Majed Odeh, Harry Bassan và Arie Oliven (Trung tâm Y tế Bnai Zion, Israel) và hai người Israel khác.